# Carcelia vivida
Carcelia vivida là một loài ruồi trong họ Tachinidae.